# Mathias Sorgho (cyclisme)
Pour les articles homonymes, voir Sorgho (homonymie).
Ne pas confondre avec homme politique Mathias Sorgho
Mathias Sorgho, né le 11 septembre 1987, est un coureur cycliste burkinabé.

## Biographie
En 2016, il rejoint pour quelques mois le club francais de l'US Vern Cyclisme afin de découvrir le cyclisme occidental et se préparer pour le Tour du Faso. Il sera vainqueur sur plusieurs courses, à Argentré-du-Plessis et Saint-Jacques-de-la-Lande.

## Palmarès et résultats

### Palmarès par année
- 2015
  - Tour du Bénin :
    - Classement général
    - 2e étape

  - 3e du Tour du Faso
- 2016
  - Tour du Togo :
    - Classement général
    - 2e étape

  - Classement général du Tour du Bénin
  - 1re étape du Tour du Faso
  - 2e du championnat du Burkina Faso sur route
- 2017
  -  Champion du Burkina Faso sur route
  - 1re étape du Tour du Bénin
  - 2e du Tour du Bénin
  - 3e du Tour du Faso
- 2018
  - Grand Prix des Caisses Populaires
  - 5e étape du Tour de la République démocratique du Congo
  - Tour du Faso : 
    - Classement général
    - 4e étape

  - 3e du Tour de la République démocratique du Congo
  - 3e du Tour de Côte d'Ivoire
- 2019
  - 3e étape du Tour de la République démocratique du Congo
  - 7e étape du Tour de Côte d'Ivoire
  - Grand Prix de Excellence Hôtel
  - 2e étape du Tour du Faso
  - 2e du Tour de Côte d'Ivoire
- 2023
  - 2e du championnat du Burkina Faso sur route

### Classements mondiaux
| Année           | 2015 | 2016 | 2017 | 2018 |
| --------------- | ---- | ---- | ---- | ---- |
| UCI Africa Tour | 91e  |      | 52e  | 52e  |